# بیشکیژ
بیشکیژ (به لهستانی:  Biesiekierz) یک روستا در لهستان است که در گمینا بیشکیژ واقع شده‌است. بیشکیژ ۹۴۰ نفر جمعیت دارد.